# 재블린

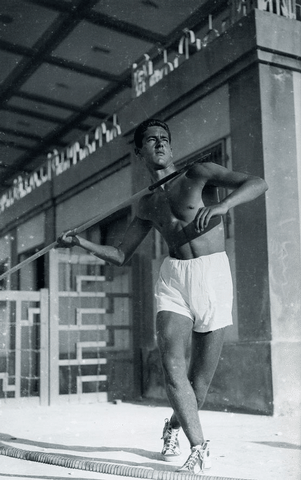
재블린을 든 남자

재블린(Javelin)은 던지기 쉽도록 가볍게 설계된 창으로, 원거리 무기의 일종이다. 상황이 여의치 않을 때는 근거리 무기로 직접 사용할 수도 있다. 오늘날 창던지기와 같은 스포츠에서 자주 사용된다.

## 같이 보기
- 창 (일본)